# Amphoe Bung Khla
Amphoe Bung Khla (Thai: อำเภอ บุ่งคล้า) ist ein Landkreis (Amphoe – Verwaltungs-Distrikt) im Osten der Provinz Bueng Kan. Die Provinz Bueng Kan liegt im Norden der Nordostregion von Thailand, dem so genannten Isan.

## Geographie
Die Provinz Bueng Kan liegt etwa 615 Kilometer nordöstlich von Bangkok entlang des Mekong, der hier die Landesgrenze nach Laos darstellt.
Amphoe Bung Khla grenzt an die folgenden Landkreise (von Süden im Uhrzeigersinn): an die Amphoe Bueng Khong Long, Seka und Bueng Kan in der Provinz Bueng Kan. Nach Osten liegt auf dem anderen Ufer des Mekong die Provinz Bolikhamsai von Laos.
Das Wildschutzgebiet Phu Wua liegt im Landkreis.

## Geschichte
Bung Khla wurde am 1. April 1991 zunächst als „Zweigkreis“ (King Amphoe) eingerichtet, indem sein Gebiet vom Amphoe Bueng Kan abgetrennt wurde. 
Am 5. Dezember 1996 wurde er zum Amphoe heraufgestuft.

## Verwaltung

### Provinzverwaltung
Der Landkreis Bung Khla ist in drei Tambon („Unterbezirke“ oder „Gemeinden“) eingeteilt, die sich weiter in 25 Muban („Dörfer“) unterteilen.
| Nr. | Name       | Thai    | Muban | Einw. |
| --- | ---------- | ------- | ----- | ----- |
| 01. | Bung Khla  | บุ่งคล้า   | 09    | 5.091 |
| 02. | Nong Doen  | หนองเดิ่น | 07    | 3.722 |
| 03. | Khok Kwang | โคกกว้าง | 09    | 4.811 |

### Lokalverwaltung
Außerdem gibt es drei „Tambon-Verwaltungsorganisationen“ (องค์การบริหารส่วนตำบล – Tambon Administrative Organizations, TAO):
- Bung Khla (Thai: องค์การบริหารส่วนตำบลบุ่งคล้า)
- Nong Doen (Thai: องค์การบริหารส่วนตำบลหนองเดิ่น)
- Khok Kwang (Thai: องค์การบริหารส่วนตำบลโคกกว้าง)